# 海地法語
海地法語（法語： [fʁɑ̃sɛ aisjɛ̃]）是法語的一種變體，主要使用於海地。海地法語和使用於法國本土的標準法語接近，但和海地克里奧爾語不同。

## 音系
音位/ʁ/在海地法語中發音為[ɣ]，但當/ʁ/出現在音節尾、且其後是韻律單位的結束或緊接著輔音時，則該音不發音；如「faire」的發音為[fɛː]。海地法語的鼻元音和標準法語稍有不同，而和加勒比海法語和非洲法語圈國家的口音較為類似，例如將/ɑ̃/讀作[ã]、/ɛ̃/讀作[ɛ̃]、/ɔ̃/讀作[õ]、/œ̃/讀作[œ̃]。此外，由於海地法語受到海地克里奧爾語的影響，其語調和巴黎口音的語也不完全一致。即便如此，標準法語為使用者和海地法語使用者依然可以互相了解對方。

## 使用情形
海地主要的語言為法語和海地克里奧爾語，後者雖然從17、18世紀法國殖民時期便開始發展，且海地早在1804年就已經脫離法國獨立，但直到1987年以前，法語都是海地唯一的官方語言。
巴黎法語在海地的影響甚大，因此越來越多海地人希望自己的法語能更加接近巴黎法語，並透過收聽法國國際廣播電台模仿這種被視為標準語的口音。普遍來說，受過良好教育的海地法語使用者，其口音也和巴黎方言較為接近。即使如此，從對談中還是可以辨別出語言使用者原先使用的口音。

## 延伸閱讀
- Piston-Hatlen, D.; Clements, C.; Klingler, T.; Rottet, K. . Pidgin-Creole Interfaces: Studies in Honor of Albert Valdman (John Benjamins Publishers, in Press).
- Etienne, Corinne. . Journal of French Language Studies. 2005, 15 (15 3): 257–277. doi:10.1017/S0959269505002152.
- Auger, J.; Word-Allbritton, A. . Indiana University, Bloomington. 2000, (2): 21–33.
- Schieffelin, Bambi B.; Doucet, Rachelle Charlier. . American Ethnologist. 1994, 21 (1): 176–200. doi:10.1525/ae.1994.21.1.02a00090.

## 外部鏈結
- Muska Group: Native Haitian French & Haitian Creole Advertisements (Film & Radio)
- Accents: A Manual for Actors, Volume 1 （页面存档备份，存于）
- Haiti French vs. Paris French (A linguistic comparison) （页面存档备份，存于）
- Listen to French accents across the world (Videos) （页面存档备份，存于）